# Macronus
Macronus és un gènere d'ocells de la família dels timàlids (Timaliidae) i l'ordre dels passeriformes. Habiten l'Índia i Sri Lanka.

## Taxonomia
Dins aquest gènere s'han classificat les espècies que actualment s'inclouen al gènere Mixornis al detectar que es tractava d'un tàxon parafilètic.
Segons la classificació del Congrés Ornitològic Internacional (versió 11.1, 2021) aquest gènere està format per dues espècies
- Macronus ptilosus - timàlia pilosa.
- Macronus striaticeps - timàlia bruna.